# Schmilka
Schmilka je vesnice, místní část města Bad Schandau v německé spolkové zemi Sasko. Nachází se v zemském okrese Saské Švýcarsko-Východní Krušné hory a má 129 obyvatel.

## Historie
Řadová vesnice Schmilka byla založena neznámo kdy. První písemná zmínka se datuje možná k rokům 1472 nebo 1483, kdy je v listině zachycena zmínka o místě Smolicke. Jistě je uváděna roku 1547 jako Schmickaw. Roku 1973 se do té doby samostatná obec připojila k městu Bad Schandau.

## Geografie
Schmilka se rozkládá na pravém břehu řeky Labe v pískovcové oblasti Saského Švýcarska a stejnojmenného národního parku. Hlavní část zástavby je situovaná v údolí potoka Ilmenbach, který se ve Schmilce vlévá zprava do Labe. Východně od vesnice se nachází Großer Winterberg (556 m), severozápadně pak Schrammsteine (417 m) a severně Rauschenstein (406 m). Na jihu vsi leží hraniční přechod do české obce Hřensko. Na protějším břehu Labe je na železniční trati Děčín – Dresden-Neustadt umístěna zastávka Schmilka-Hirschmühle.

## Pamětihodnosti
- Schmilksche Mühle – mlýn z roku 1665

## Galerie

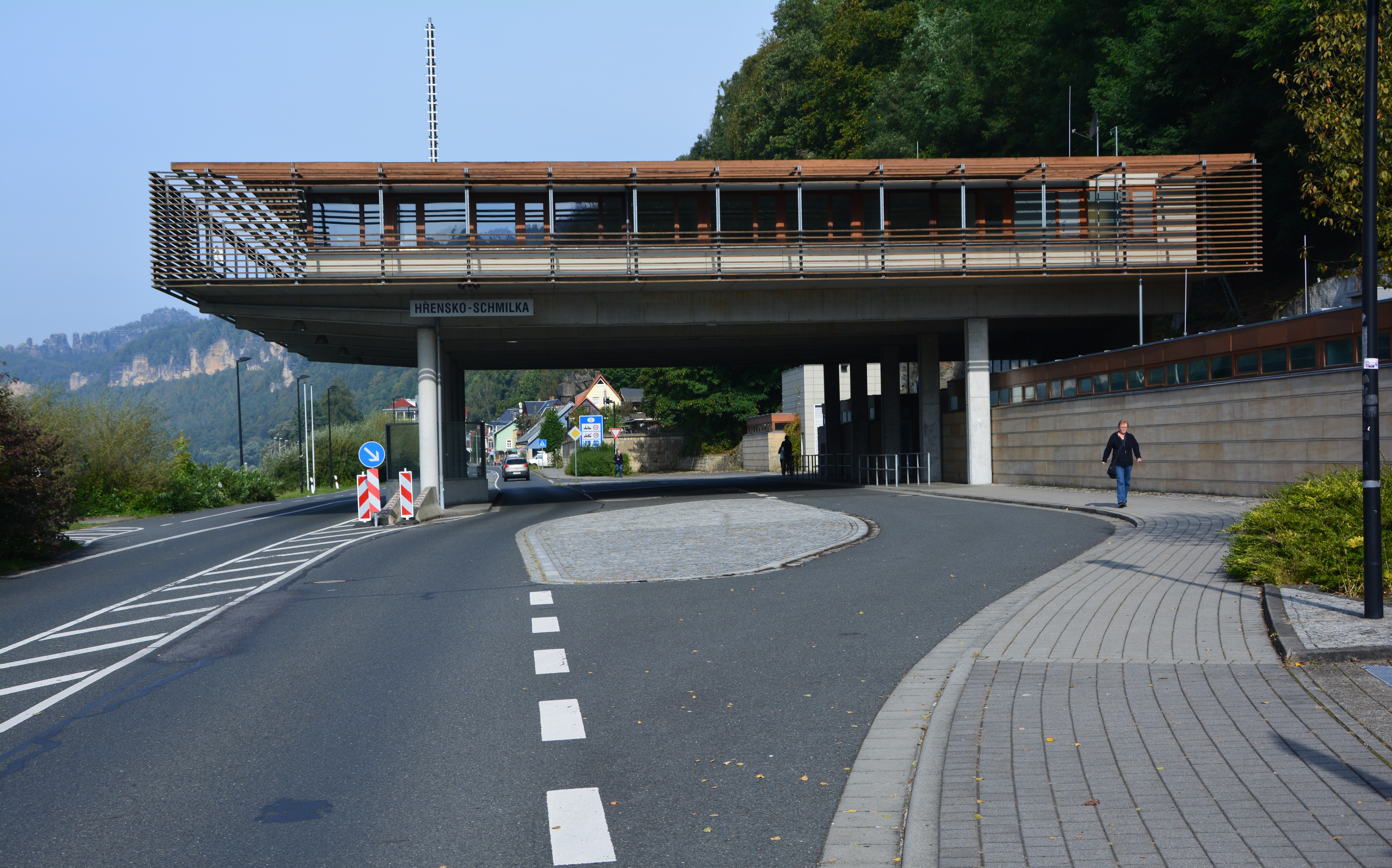
Bývalá celnice
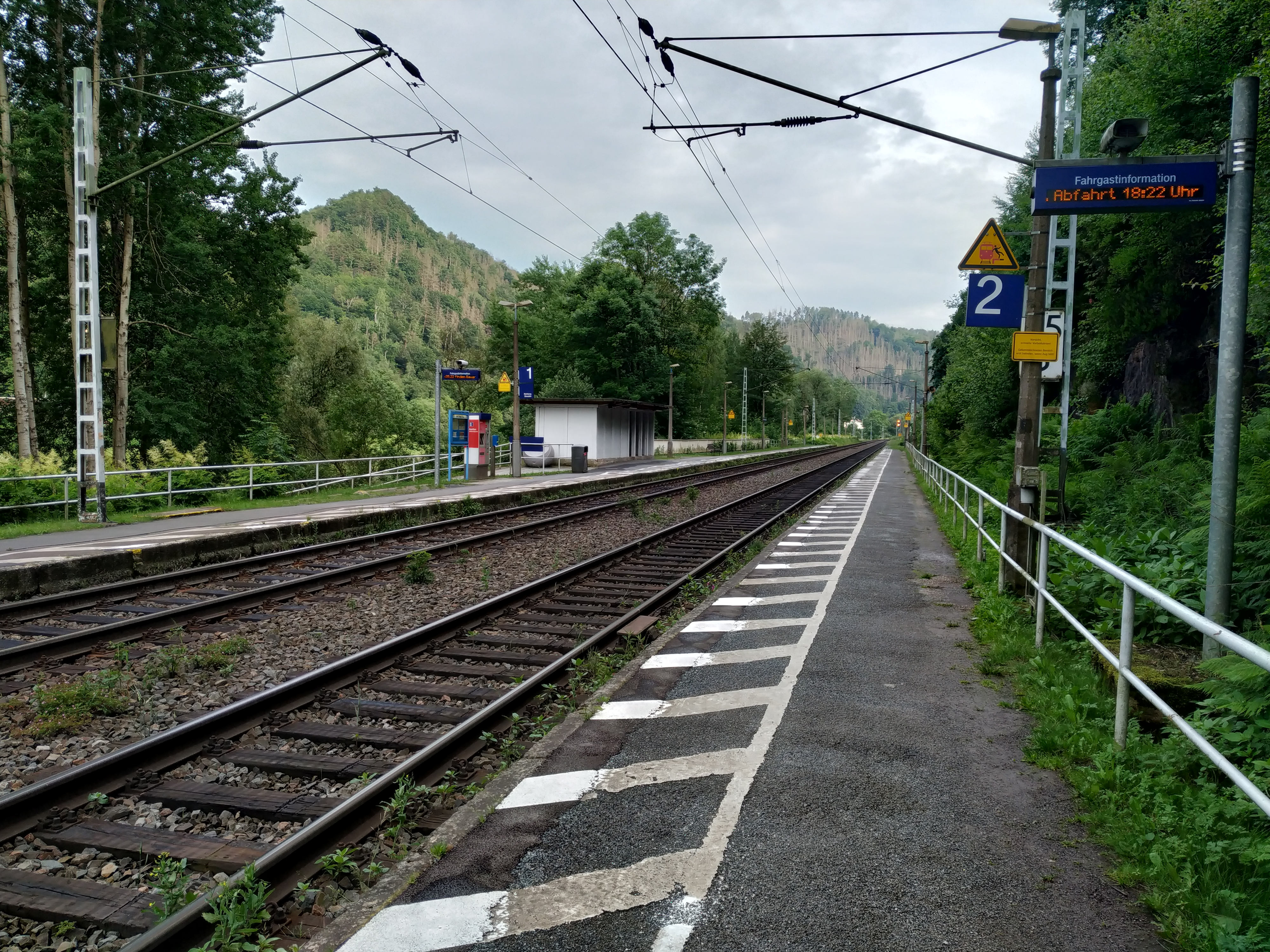
Zastávka Schmilka-Hirschmühle
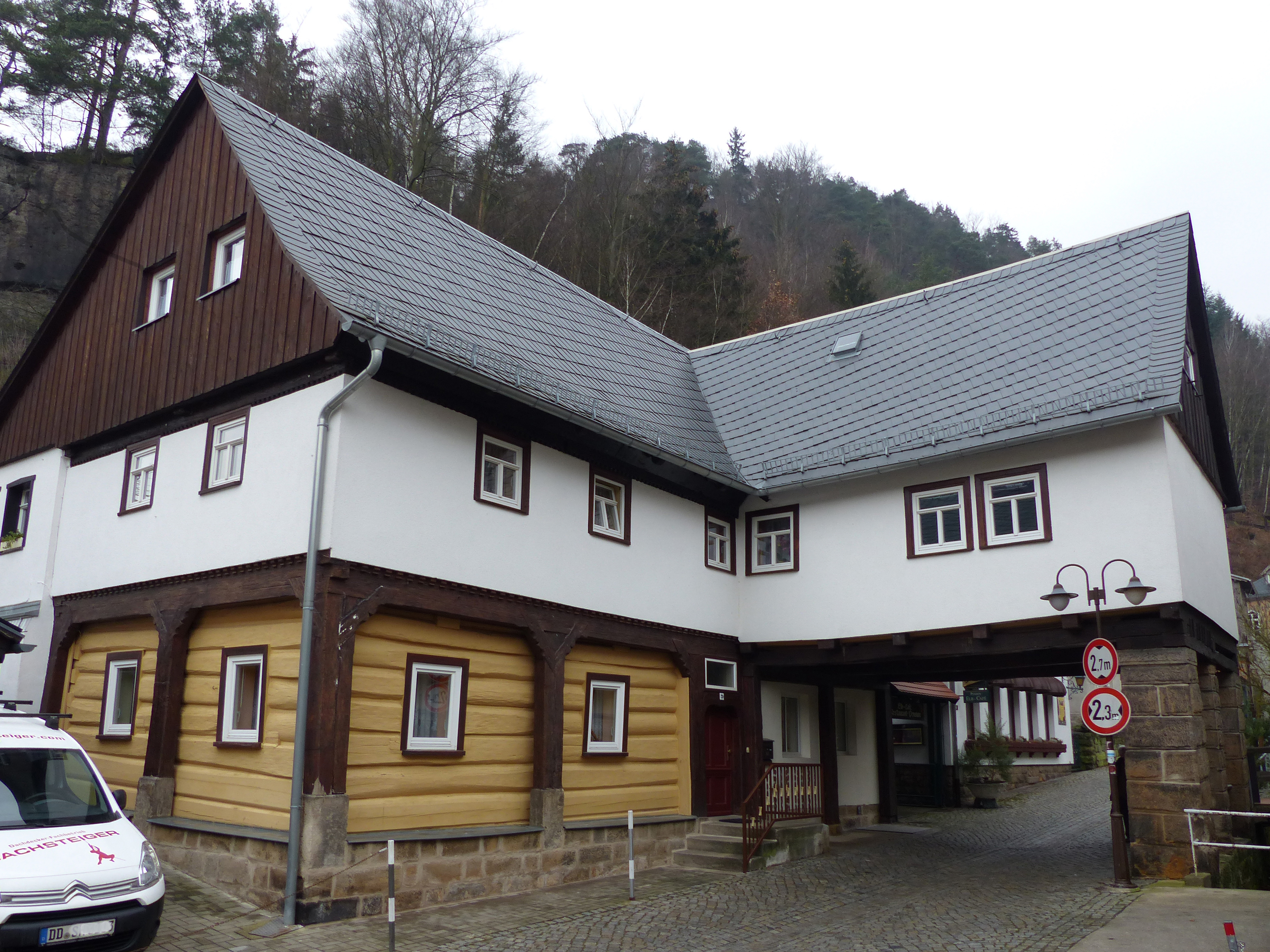
Podstávkový dům čp. 29
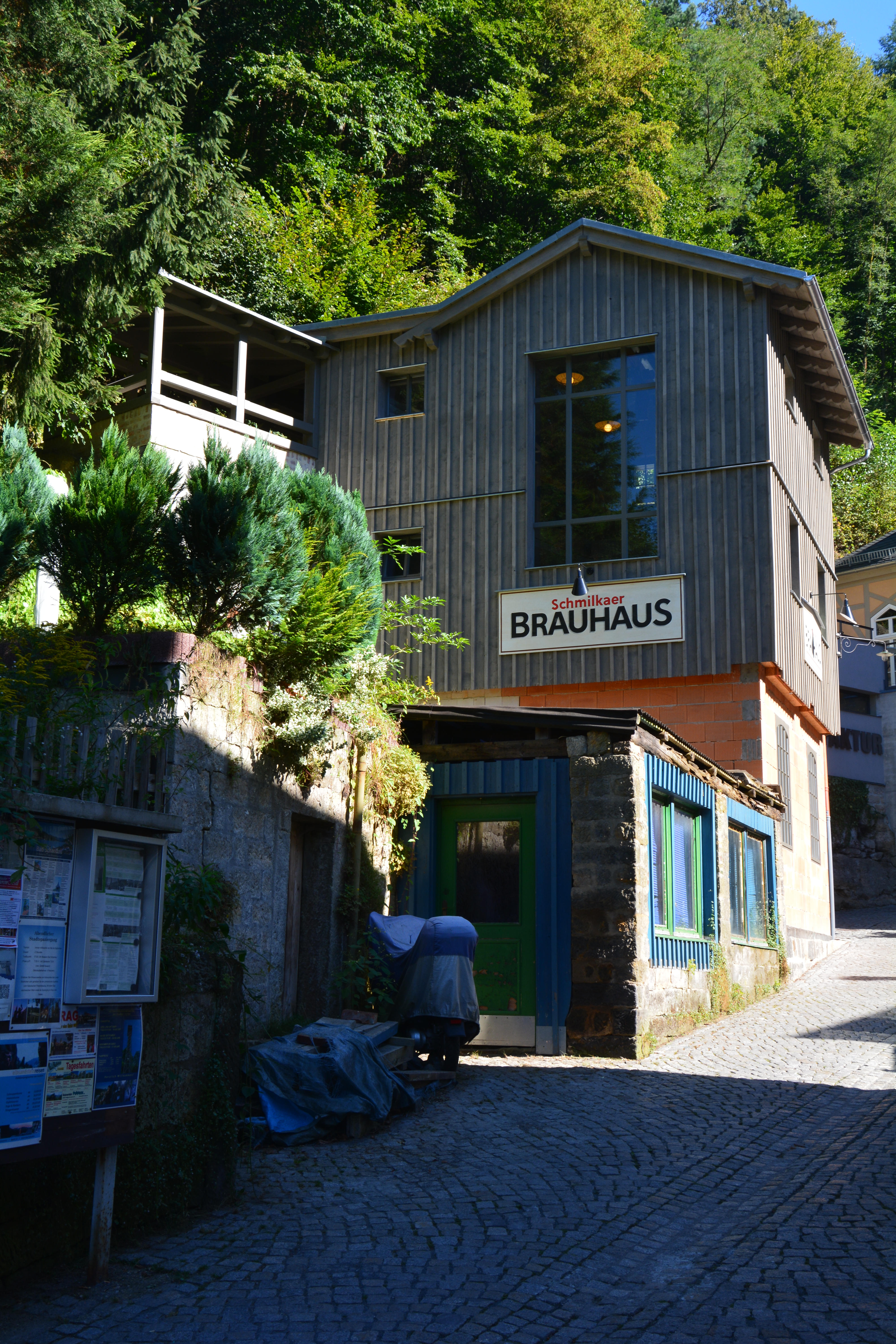
Pivovar